# Bandera de Zelanda
La bandera de Zelanda fue adoptada el 14 de enero de 1949. Fue diseñada por TAJW Schorer. En el centro de la bandera se representa el escudo de Zelanda. Las líneas azules onduladas representan las olas y la lucha constante contra el mar.

## Historia
En los quince años posteriores a la Segunda Guerra Mundial, cada provincia neerlandesa adoptó una bandera oficial. Después de mucho debate, el ejecutivo provincial eligió un viejo proyecto de Schorer. Los miembros del ejecutivo habrían preferido una bandera con seis franjas onduladas, tres azules y tres blancas, pero Schorer argumentó que cuatro franjas azules permitían que la bandera se destacara en el cielo.